# Shaanxi Heavy-duty Automobile Group

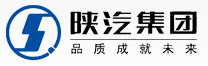
Logo der chinesischen Marke Shaanxi

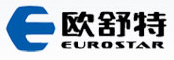
Logo der Marke Eurostar

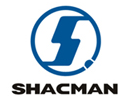
Logo der arabischen Marke Shacman Motors

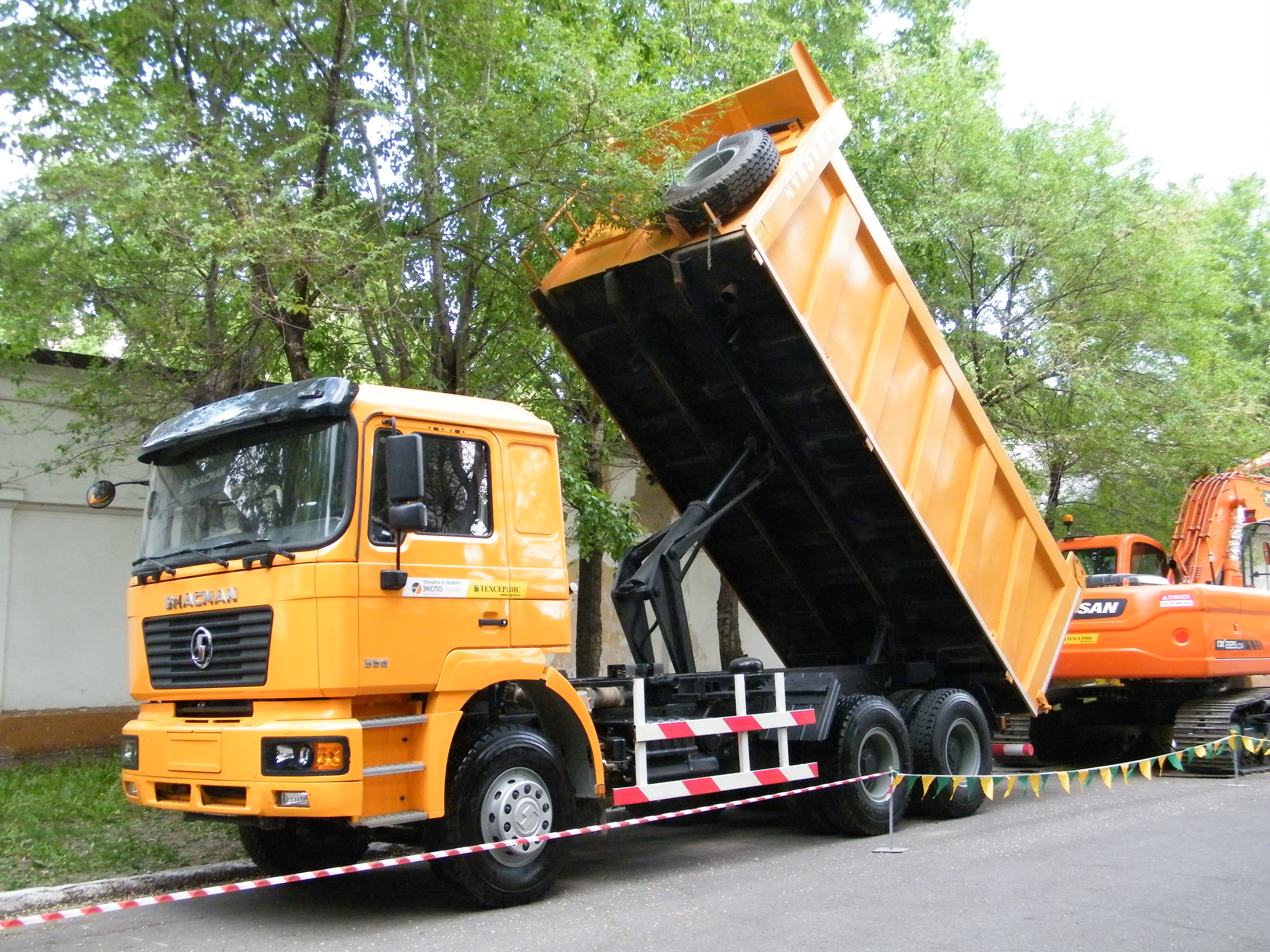
Ein Shacman-Lkw in Russland

Die Shaanxi Heavy-duty Automobile Group Co., Ltd. (陕汽重卡集团有限公司) ist mit 13.000 Arbeitnehmern einer der größeren Arbeitgeber innerhalb der Volksrepublik China. Das Unternehmen produziert Busse und Lastkraftwagen. Der Hauptsitz des Herstellers befindet sich in Xi’an, Shaanxi. Shaanxi nutzt die Fahrzeug-Identifizierungsnummer SX.

## Geschichte
Shaanxi konzentrierte bei seiner Gründung im Jahre 1986 auf die Lizenzproduktion eines deutschen MAN-Lastwagen. Das anfängliche Modell Shaanxi F90 wurde später durch den Shaanxi F2000 ersetzt. Seit 2003 besteht ein festes Joint-Venture zwischen MAN und Shaanxi. Damit ging auch der Shaanxi TGA in Produktion. Eigene Entwicklungen auf Basis von MAN-Modellen sind die Militär-Fahrzeuge Shaanxi SX250, Shaanxi SX2150 und Shaanxi SX2190 (letztere auf Basis der Steyr 91 – die Lkw-Sparte von Steyr Daimler Puch wurde 1990 durch MAN übernommen), welche am 35. und 50. Nationalfeiertag der Volksrepublik China ihre Premiere hatten. Die Produktionskapazität der militärischen Einheiten liegt bei momentan 120.000 Einheiten und die der zivilen Fahrzeuge bei mehreren Zehntausend Einheiten pro Produktionsjahr, wovon 5000 Fahrzeuge für den Export bestimmt sind. Das neueste LKW-Modell des Unternehmens ist der Shaanxi DeLong F3000.
Am 28. August 1998 gründete Shaanxi die Shaanxi Eurostar Automobile Limited Co.,Ltd., welche unter dem Markennamen und einer Personalbelegung von 400 Arbeitnehmern 5000 Busse pro Produktionsjahr unter dem Markennamen Eurostar herstellt. Auch hier befindet sich der Unternehmenssitz in Xi’an. Modelle des neuen Unternehmens sind die Modelle Eurostar 6100 (FNG) und die nahezu identische längere Version Eurostar 6121 (NG/FNG). Es folgten daraufhin der Eurostar 6127 als Tourism Coach (A1) und Sleeper (W1), welche momentan beide unter dem Modellnamen City Bus vertrieben werden. Auf derselben Plattform wird auch Eurostar 6121A1 hergestellt, welcher als Reisebus in einem überarbeiteten Aussehen erschienen ist. Neuestes Produkt von Eurostar ist derzeit der Eurostar 6930A, der CNG als Kraftstoff benötigt.

Daneben werden auch verschiedene Chassis-Typen angeboten, auf denen sich auf Bestellung individuelle Aufbauten errichten lassen.
In einem Joint-Venture mit der Middle East China Engineering & Trading Company nahm am 15. Dezember 2007 das Shacman Motors Middle East Sales & Service Center in Schardscha, Vereinigte Arabische Emirate die Arbeit auf. Shaanxi versorgt von dort aus den Mittleren Osten und lässt dort 1000 vollständig zerlegte Bausätze pro Jahr montieren. Der Betrieb beschäftigt lediglich 21 Personen und ist hauptsächlich als Automobilteilezulieferer ausgelegt. Die Modelle werden unter dem eigenen Markennamen Shacman ausgeliefert. In der Modellpalette befinden sich der Shacman D’long F2000 und der Shacman O'long S2000. Militärfahrzeuge und Busse sollen für den nahen Osten demnächst folgen.
Zu der Shaanxi Heavy-duty Automobile Group Co., Ltd. zählen noch neun weitere Betriebe, welche hauptsächlich der Herstellung der Fahrzeugteile dienen. Unter anderem gibt es darunter aber auch die Yuyao Jingzhuo Auto Parts Co., Ltd. welche den Volvo FH12, Volvo FH16, Volvo FM12, Mercedes-Benz Actros sowie die Modelle Scania 113, Scania 124 und den DAF 95XF für den chinesischen Markt mit von den Herstellern angelieferten vollständig zerlegten Bausätzen montieren und vermarkten.